# Колёнья-Ломницка
Колёнья-Ломни́цка (пол. Kolonia Łomnicka, нем. Tellsruh ) — село в Польше в гмине Олесно Олесненского повета Опольского воеводства.

## История
Первые упоминания о селе относятся к 1780 году, когда оно было основано владельцем села Совчице Леопольдом Конрадом Людвигом фон Гесслером. В 1840 году в селе была открыта церковная школа.
До 1946 года село носило немецкое название «Теллсрух» (Tellsruh). 12 ноября 1946 года село было переименовано в Колоня-Ломницка.
В 1975—1998 годах село входило в Ченстоховское воеводство.
.